# Pugs
 (juillet 2018).
Si vous disposez d'ouvrages ou d'articles de référence ou si vous connaissez des sites web de qualité traitant du thème abordé ici, merci de compléter l'article en donnant les références utiles à sa vérifiabilité et en les liant à la section « Notes et références ».
Pugs était une mise en œuvre expérimentale de Perl 6 en langage Haskell, et utilisant les spécificités les plus avancées de GHC.
Selon le dorsal de génération et d'exécution de code, Pugs peut être considéré soit comme un compilateur, soit comme un interprète. Audrey Tang, sa principale contributrice, s'étant retirée en 2012, Pugs a été supplanté par Rakudo Perl mais a été crucial pour l'évolution de Perl 6.
Les développeurs de Pugs se désignent comme lambda camels (chameaux lambda) pour marquer leur double appartenance : le chameau est la mascotte du langage Perl, et le lambda (λ) est une référence au lambda calcul qui est à la base de la programmation fonctionnelle.
La distribution Pugs contient du code source de diverses origines et donc sous différentes licences open source : la licence artistique 2.0b5, la licence du Glasgow Haskell Compiler , la GPL 2, la LGPL 2.1 et la licence MIT.
Conformément à la tradition du monde Perl, Pugs tourne sur de nombreuses plates-formes logicielles dont Unix, Mac OS X et Windows.

## Vue d'ensemble
Le projet Pugs a pour but de bootstrapper Perl 6 en mettant en œuvre la totalité de la spécification de Perl 6, détaillée à Synopses. Il est écrit en Haskell et utilise les fonctionnalités les plus récentes du Glasgow Haskell Compiler.

Ainsi la mise en œuvre de la mémoire transactionnelle logicielle pour la programmation concurrente qui permet d'exploiter au mieux les architectures multi cœur ou multiprocesseurs.

Ou les types algébriques de données généralisés.
Pugs inclut deux exécutables principaux :
- pugs est l'interprète avec un shell interactif ;
- pugscc peut compiler des programmes Perl 6 en code Haskell, en code Perl 5, en JavaScript, ou en assembleur imcc destiné à être interprété par la machine virtuelle Parrot.

## Numéros de version
Les numéros de version de Pugs convergent vers 2 × π (cela rappelle TeX et METAFONT, qui utilisent un système similaire);
Chaque chiffre significatif de la version mineure représente une étape franchie avec succès. Les étapes anticipées sont :
- 6.0 : Version initiale
- 6.2 : Entrées-sorties et structures de contrôle; variables mutables, affectation.
- 6.28 : classes et traits.
- 6.283 : Règles et Grammaires.
- 6.2831 : Système de types et édition de liens.
- 6.28318 : Macros.
- 6.283185 : Port de Pugs vers Perl 6, si nécessaire.

La version actuelle de Pugs est la 6.2.13.11.

## Compatibilité avec Perl 5
Depuis la version 6.2.6, Pugs peut inclure la machine virtuelle Perl 5 et donc utiliser les modules CPAN.
Le JAPH ci-dessous montre l'utilisation de Perl DBI, un module populaire, pour gérer une base de données SQLite :
```
#!/usr/bin/pugs

use
 
v6
;

use
 
perl5:DBI
;

my
 
$dbh
 = 
DBI
.
connect
(
'dbi:SQLite:dbname=test.db'
);

$dbh
.
do
(
"CREATE TABLE Test (Project, Pumpking)"
);

my
 
$sth
 = 
$dbh
.
prepare
(
"INSERT INTO Test VALUES (?, ?)"
);

$sth
.
execute
(
<PGE Patrick>
);

$sth
.
execute
(
<Pugs Audrey>
);

$sth
.
execute
(
<Parrot Leo>
);

my
 
$res
 = 
$dbh
.
selectall_hashref
(
'SELECT * FROM Test'
, 
'Pumpking'
);

# Just another Pugs hacker

say
 
"Just another $res<Audrey><Project> hacker"
;

```

## Modèle de développement
Pugs est un projet open source très productif.
Démarré en 2005, ses progrès ont été rapides pour les raisons suivantes :
- Pugs' utilise le système de typage statique de Haskell. Cela signifie qu'une palette plus large de bugs est détectée au moment de la compilation. Dans la tradition des langages fonctionnels, quelques lignes de Haskell peuvent accomplir beaucoup de travail. Haskell est très adapté à l'analyse d'un langage grâce à la bibliothèque Parsec, un analyseur monadique combinatoire écrit entièrement en Haskell. Les choses deviennent difficiles quand le code fonctionnel doit interagir avec le monde réel (entrées/sorties et environnement dépendant du temps). Pour cela, Pugs utilise intensivement les monades, qui sont des containers qui encapsulent les effets de bord dans un monde par ailleurs purement fonctionnel. C’est-à-dire sans effets de bord et indépendant de l'ordre d'exécution des paramètres d'une fonction.
- Le développement est piloté par les tests, un principe de la programmation extrême dont le but est d'écrire les jeux de test si possible avant même que le code à tester soit écrit. L'état du projet est alors apparent simplement en regardant quelle proportion de tests réussit. Cela rend plus facile de détecter les régressions. On espérait originellement que l'important jeu de test de Pugs formerait la base du jeu de test de Perl 6 mais il semble que Pugs lui-même sera la première mise en œuvre de Perl 6.
- Audrey Tang distribue généreusement le bit de commit, spécialement aux personnes désireuses d'écrire des tests. Le développement de Pugs utilise un dépôt Subversion. Grâce à cela, Pugs a accumulé une bibliothèque de tests considérable.
- L'enthousiasme d'Audrey est communicatif et ses communications relativement fréquentes. Son journal (lien ci-dessous) a attiré plusieurs personnes vers le projet, séduites par la vitesse de développement du projet. Cela contraste avec la réputation que s'était attiré Perl 6, projet commencé en l'an 2000, dont l'avancement avant Pugs était très lent. Il faut pourtant noter les retombées pourtant nombreuses dans la prochaine versions mineure 5.10 de Perl 5, et les modules Perl6:: de CPAN mettant en œuvre des fonctionnalités de Perl 6 dans Perl 5. La communication à court terme pour Pugs se fait sur le canal IRC #perl6 Freenode.